# Bjarne Erlingsson
Bjarne Erlingsson av Bjarkøy, död 1313, var en norsk storman.
Bjarne Erlingsson framträdde som ledande man i förmyndarstyrelsen för Erik Magnusson. 1281 råkade han i spetsen för rådet i strid med kyrkan och blev till och med bannlyst av ärkebiskopen. I striden mellan aristokrati och kungamakt under kung Håkon Magnusson i början av 1300-talet stod Bjarne Erlingsson fortfarande som den mäktigaste bland rådsherrarna. Kungamaktens seger följde kort efter hans död. Han var ofta anlitad i utrikespolitiska beskickningar.
Bjarne Erlingsson var en av Norges största godsägare, om hans litterära intressen visare en på hans föranstaltande, omkring 1290 utförd översättning av sagorna om Karl den store.